# Mel das Terras Altas do Minho
O Mel das Terras Altas do Minho DOP é um produto de origem portuguesa com Denominação de Origem Protegida pela União Europeia (UE) desde 21 de junho de 1996.

## Agrupamento gestor
O agrupamento gestor da denominação de origem protegida "Mel das Terras Altas do Minho" é a FAFEMEL - Cooperativa dos Produtores de Mel de Fafe, CRL.